# 리진화
리진화(중국어 간체자: 李金华, 정체자: 李金華, 병음: Lǐ Jīnhuá, 1943년 7월 ~ )는 중화인민공화국의 정치인이다. 전 중화인민공화국 국무원의 심계서장이다.

## 생애
리진화는 1943년 장쑤성 루둥 현에서 태어났다. 1963년 중앙재정금융학원에서 금융을 전공했으며, 1966년 가을에 졸업 후 산악 지대 산시성의 북서재경대학(현재의 시안교통대학 재무경제학과)의 교원으로 보내졌다.
1971년 리진화는 산시 성의 제572호 항공기제작공장의 회계원이 되었다. 이곳에서 14년동안 근무한 이후, 이 공장의 이사로 승진했다. 1985년 리진화는 정부부문공작 업무를 맡기 시작하였고, 산시 성 경제무역청 청장을 역임했다. 약 3개월 근무 후, 다시 중앙에 올라가 심계서 부심계장에 임명되었다. 부심계장으로 13년을 일한 후 1999년 3월에, 리진화는 마침내 주룽지 내각에서 중화인민공화국 심계서의 심계장에 올랐으며, 2003년에 재임명되었다. 당시 그는 '철면심계장'으로 불렸으며, 2004년 난방저우모(南方周末)>가 선정한 중국의 '올해의 인물'에 선정되었다. 2008년 심계서장에서 물러났다.
2007년 11월 2일, 리진화는 제62차 유엔총회에서 2008년 7월부터 2014년 6월까지 임기의 감사위원회 위원으로 선출되었다.